# Uranocen
Uranocen je chemická sloučenina se vzorcem [U(C8H8)2, patřící mezi organické sloučeniny uranu; atom uranu je navázán mezi dva cyklooktatetraenidové kruhy; zelená pevná látka citlivá na přítomnost vzduchu. Jedná se o jednu z prvních připravených organických sloučenin aktinoidů. Uranocen patří mezi aktinoceny, skupinu metalocenů odvozených od aktinoidů. Jde o nejčastěji zkoumaný bis[8]anulenid kovu, přestože není známo žádné jeho praktické využití.

## Příprava a struktura
Uranocen poprvé připravil Andrew Streitwieser v roce 1968, pomocí reakce cyklooktatetraenidu draselného s chloridem uraničitým v tetrahydrofuranu (THF) při 0 °C:
Uranocen reguje s kyslíkem a na vzduchu je samozápalný, ovšem odolává hydrolýze. Jeho krystalickou strukturu zjistil Kenneth Raymond.
U4+(C8H 2−
8 )2 obsahuje rovinné η8-cyklooktatetraenidové ionty, které jsou navzájem rovnoběžné a s uranovým atomem vytváří sendvičovou sloučeninu. V pevném uranocenu se cyklooktatetraenové kruhy navzájem zakrývají, což molekule dodává D8h symetrii. V roztocích kruhy rotují, s nízkou aktivační energií.

### Spektroskopické vlastnosti
Uranocen je paramagnetický. Jeho magnetická susceptibilita odpovídá |MJ| o hodnotě 3 nebo 4, přičemž magnetický moment je ovlivňován spinorbitálními interakcemi.
NMR spektrum odpovídá |MJ| = 3. Výpočty podle elektronové teorie od nejjednodušších po nejpřesnější také dávají hodnoty |MJ| 3 u základního a 2 u prvního excitovaného stavu, což odpovídá dvojité symetrii těchto stavů a označuje se symboly E3g a E2g
Zelenou barvu uranocenu způsobují tři silné přechody v jeho viditelném spektru.
Data z Ramanovy spektroskopie naznačují přítomnost nízkoenergetických (E2g) excitovaných stavů.
Pomocí výpočtů bylo zjištěno, že v oblasti viditelného světla se vyskytují převážně přechody mezi 5f a 6d, což vytváří stavy E2u a E3u.

## Podobné sloučeniny
Sloučeniny typu M(C8H8)2 jsou známy u M = (Nd, Tb, Yb, Th, Pa, Np a Pu). Popsán je i na vzduchu stálý komplex U(C8H4Ph4)2 a také byly připraveny cykloheptatrienyly [U(C7H7)2]−. Oproti těmto látkám má bis(cyklooktatetraen)železo odlišnou strukturu, kde je jeden ligand typu η6- a druhý typu η4-C8H8.